# Loxton (Australie)
Pour les articles homonymes, voir Loxton.
Loxton (3 431 habitants) est une localité de l'État d'Australie-Méridionale, en Australie située sur la rive sud du fleuve Murray à 246 kilomètres à l'est d'Adélaïde.
Elle est le siège administratif du District de Loxton Waikerie.